# زیمنس موبایل
زیمنس موبایل (انگلیسی: Siemens Mobile) شرکت تجهیزات مخابراتی آلمانی است، که در سال ۱۹۸۵ توسط شرکت زیمنس تأسیس شد.